# جرد هارپر
جرد هارپر (انگلیسی: Jared Harper؛ زادهٔ ۱۴ سپتامبر ۱۹۹۷) بازیکن بسکتبال اهل ایالات متحده آمریکا است.

## حرفه
از باشگاه‌هایی که در آن بازی کرده‌است می‌توان به فینیکس سانز اشاره کرد.